# UB-59号潜艇
陛下之UB-59号艇是德意志帝国海军于第一次世界大战期间建造的其中一艘UB-III型近岸潜艇或称U艇。它由不来梅的威悉船厂承建，于1917年7月21日新船下水，至同年8月25日交付使用。其全长55.85米，水面及水下排水量分别为516吨和646吨，艇载武器则包括五具500毫米鱼雷发射管以及一门88毫米口径甲板炮。UB-59号的整个服役生涯都是在驻比利时的佛兰德区舰队度过，并参与了大西洋潜艇战。在五次巡逻期间，该艇累计击沉了7艘协约国或中立国商船，容积总吨为8361吨。1918年10月5日，UB-59号于德军撤离比利时期间在泽布吕赫附近被凿沉。

## 设计
UB-59号是不来梅威悉船厂承建的UB-III型首批次（UB-54至UB-59号）的末艇，由德意志帝国海军潜艇监察局于1916年5月20日向订购，同年9月13日动工，至1917年7月21日下水。其全长55.85米，舷宽5.8米。艇体采用双壳体结构，水面及水下排水量分别为516吨和646吨，浮起时的吃水深度为3.72米。由于无需像UC-II型艇那样提供水雷布设装置，设计工程师对潜艇舷弧进行了优化，增大了司令塔体积，配备两具潜望镜，司令塔与控制室之间增加一道水密舱壁。这些改进显著提高了潜艇的水下机动性和生存力。为了达到更高的航速，UB-59号采用两台科尔庭六缸四冲程530匹公制馬力（390千瓦特）柴油机用于水面运行，以及两台394匹公制馬力（290千瓦特）的西门子-舒克特电动发电机用于水下航行；水面最高航速13.4節（24.8每小時），水下7.8節（14.4每小時）；能够在水面以6節（11每小時）航速续航9,020海里（16,710），或以4節（7.4每小時）连续在水下航行55海里（102）而无需充电。
UB-59号的主武器为五具500毫米艇艏鱼雷发射管，其中艇艏四具采用层叠式布局分居两侧、艇艉一具，并可搭载合共10枚G6型鱼雷。辅助武器则是一门88毫米30倍径速射炮。其标准船员编制为3名军官加31名水兵。

## 服役历史
1917年8月25日，UB-59号在曾先后担任UC-3、UB-38和UC-69号艇长、经验丰富的海军上尉埃尔温·瓦斯纳的指挥下正式入役，随即展开海试。完成海试后，该艇独力驶往比利时，于11月5日加入驻泽布吕赫的佛兰德区舰队。在佛兰德服役期间，UB-59号参与了大西洋潜艇战，足迹遍及英吉利海峡、比斯开湾和北海的霍夫登水域。它执行过五次巡逻，期间累计击沉了7艘协约国或中立国商船，容积总吨为8361吨。
1918年5月4日，UB-59号在法国的灰鼻岬附近触雷，造成严重损坏。在战争余下的时间里，它都停留在奥斯坦德进行维修。UB-59号的大部分官兵、包括艇长埃尔温中尉则被整体换编至新入役的UB-117号。9月26日，在默兹-阿戈讷攻势启动，且协约国开始击退德军防线后，德国人计划撤离佛兰德，拆除布鲁日、泽布吕赫和奥斯坦德的海军设施。所有适航舰艇都奉命于10月1日离开佛兰德前往德国；那些无法独立完成航行的艇只将被销毁。UB-59号成为了被留下的四艘U艇之一。10月5日，维修人员在泽布吕赫防波堤附近凿沉了UB-59号，沉没地点大致位于51°19′N 3°12′E / 51.317°N 3.200°E处。

## 袭击历史摘要
| 日期            | 船名          | 船籍 | 吨位 | 结局 |
| --------------- | ------------- | ---- | ---- | ---- |
| 1917年11月28日  | 让娜·孔塞伊号 | 法國 | 2309 | 击沉 |
| 1917年11月29日  | 德克萨斯号    | 法國 | 6674 | 击伤 |
| 1917年12月5日   | 那不勒斯城号  | 英国 | 5739 | 击伤 |
| 1918年2月2日    | 阿槃提号      | 英国 | 2128 | 击沉 |
| 1918年2月3日    | 霍尔姆敦号    | 英国 | 598  | 击沉 |
| 1918年3月13日   | 特威德号      | 英国 | 1025 | 击沉 |
| 1918年3月14日   | 委内瑞拉号    | 法國 | 730  | 击沉 |
| 1918年3月月16日 | 西南号        | 英国 | 674  | 击沉 |
| 1918年3月20日   | 艾宰穆尔号    | 法國 | 897  | 击沉 |

## 脚注
1. ↑  Rössler，第65頁.
2. 1 2 3  Helgason, Guðmundur. . German and Austrian U-boats of World War I - Kaiserliche Marine - Uboat.net.   [2014-07-26].
3. 1 2 3 4  Gröner 1991，第25-30頁.
4. 1 2  Helgason, Guðmundur. . German and Austrian U-boats of World War I - Kaiserliche Marine - Uboat.net.   [2015-02-03].
5. ↑  陈进，第239頁.
6. 1 2  NARS，第97頁.
7. 1 2  Helgason, Guðmundur. . German and Austrian U-boats of World War I - Kaiserliche Marine - Uboat.net.   [2015-02-03].
8. 1 2  Messimer，第132頁.
9. 1 2  Gibson & Prendergast，第324頁.